# Понтінія
Понтінія (італ. Pontinia) — муніципалітет в Італії, у регіоні Лаціо,  провінція Латина.
Понтінія розташована на відстані близько 75 км на південний схід від Рима, 15 км на південний схід від Латини.
Населення — 14 883 особи (2014).
Щорічний фестиваль відбувається 26 липня. Покровитель — Sant'Anna.

## Демографія
Населення за роками:

Станом на 1 січня 2023 року в муніципалітеті офіційно проживало 1980 іноземців з 37 країн, серед них 240 громадян країн Євросоюзу та 24 громадяни України.

## Сусідні муніципалітети
- Латина
- Приверно
- Сабаудія
- Сецце
- Сонніно
- Террачина

## Міста-побратими
- Утена, Литва
- Вітторія, Італія
- Горо, Італія